# Мур (општина)
Мур (њем. Murr) општина је у њемачкој савезној држави Баден-Виртемберг. Једно је од 39 општинских средишта округа Лудвигсбург. Према процјени из 2010. у општини је живјело 6.215 становника. Посједује регионалну шифру (AGS) 8118054.

## Географски и демографски подаци
Мур се налази у савезној држави Баден-Виртемберг у округу Лудвигсбург. Општина се налази на надморској висини од 203 метра. Површина општине износи 7,8 km². У самом мјесту је, према процјени из 2010. године, живјело 6.215 становника. Просјечна густина становништва износи 798 становника/km².

## Међународна сарадња
| Мјесто | Држава   | Врста сарадње | Од    |
| ------ | -------- | ------------- | ----- |
| Шарвар | Мађарска | партнерство   | 1990. |
| Извор  |          |               |       |